# HMS Agincourt (1913)
HMS Agincourt (Корабль Его Величества «Эджинкорт») — британский дредноут. Заложен как «Рио-де-Жанейро» для Бразилии, на стапеле переуступлен Османской империи и переименован в «Султан Осман I», с началом Первой мировой войны реквизирован Великобританией, вошёл в состав британского ВМФ.

## История создания
Постройка дредноута «Рио-де-Жанейро» была одобрена правительством Бразилии в августе 1910 года, как ответ на увеличение ВМС Аргентины, отношения с которой омрачались территориальными претензиями. Первоначально планировалось, что корабль будет иметь водоизмещение 32 тысячи тонн и вооружение — 14 12-дюймовых орудий. Однако нехватка средств и, последовавшее 10 ноября того же года восстание военных моряков на линкоре «Минас Жераис» заставило отказаться от первоначального проекта. Вместе с тем, пожелания морского ведомства Бразилии в отношении количества орудий не изменились.
Османская империя была заинтересована в усилении своего флота в ответ на планы Российской империи по усилению Черноморского флота и её дипломаты несколько лет прилагали большие усилия для получения этого корабля. В свою очередь, их действия стали известны российским дипломатам, которые активно пытались противодействовать этим планам и даже перехватить этот выгодный заказ в пользу России, но в итоге трёхлетней дипломатической борьбы потерпели неудачу. 20 января 1914 года дредноут перешёл в собственность Турции и получил название «Султан Осман I». Он был спущен на воду и даже прибыл его турецкий экипаж, однако, 3 августа 1914 года, в связи с началом Первой мировой войны он был реквизирован Британским Адмиралтейством и вошёл в состав КВМФВ как ЕВК «Эджинкорт». Адмиралтейство крайне бестактно окрестило дредноут в честь битвы при Азенкуре, в котором англичане разбили своего нынешнего союзника — Францию. Реквизирование HMS Agincourt и HMS Erin вызвало недовольство общественного мнения Турции и послужило одной из причин присоединения Турции к союзу Германской империи и Австро-Венгрии.

## Конструкция

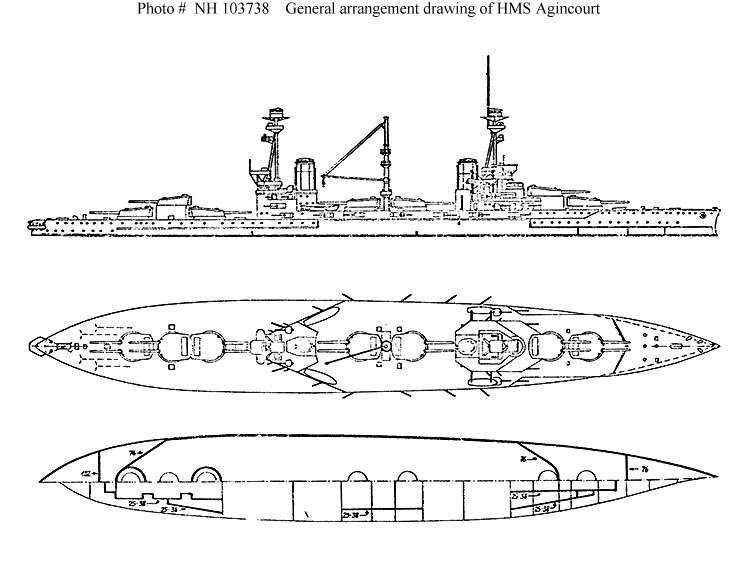
HMS Agincourt (схема)

Конструкция линкора имела ряд особенностей, кардинально отличавших его от современных ему британских дредноутов. Он был весьма длинным для своего водоизмещения и имел несколько ослабленный корпус. Огнём артиллерии линкора было трудно управлять, а при стрельбе полным бортовым залпом корпус корабля испытывал серьёзные перегрузки.

## История службы
Дредноут участвовал в Ютландском сражении. В бою расстрелял 144 двенадцатидюймовых и 111 шестидюймовых снарядов, добился попаданий в Kaiser, Markgraf и, возможно, в Wiesbaden.
В 1921 году линкор собирались переоборудовать в судно снабжения. Для этого с него должны были снять башни, кроме двух передних, и оборудовать склады продовольствия, снаряжения и топливные цистерны. Однако от этой идеи отказались и корабль был продан на слом.
Дредноут имел забавное прозвище «Дворец Джина», которое произошло от разделения его имени (англ. A Gin Court) и явно намекало на сложную корабельную архитектуру с семью башнями главного калибра. Корабль имел репутацию самого комфортабельного корабля Королевского флота.

## Оценка проекта
В целом, трудно рассматривать «Эджинкорт» как удачный проект с точки зрения стандартов КВМФ Великобритании. Слишком длинный корпус, явно перегруженный вооружением, и слабая защита не могли компенсировать большое число орудий главного калибра. В водах Южной Америки корабль, безусловно, представлял бы собой весьма грозную силу. В то же время, проект дредноута останется в анналах мирового кораблестроения как корабль с самым большим числом башен главного калибра (моряки называли их по дням недели, тогда как официальное обозначение было по буквам — от A до G).